# Лампсоний, Доминик
Доминик Лампсоний (нидерл. Dominique Lampsone, латинизированная форма: Dominicus Lampsonius); 1532, Брюгге — 1599, Льеж) — фламандский учёный-гуманист, поэт и художник. Будучи секретарём различных князей-епископов Льежа, он поддерживал обширную переписку с учёными-гуманистами, писателями и художниками в стране и за рубежом. Его произведения о нидерландских художниках внесли важный вклад в формирование так называемого нидерландского канона. Благодаря его трудам в истории сохранились имена многих гравёров, издателей и печатников того времени. Лампсоний никогда не видел картин итальянских живописцев, о которых писал, опираясь на гравюры и мнение других писателей, как, например Джорджо Вазари.

## Биография
Лампсониус изучал искусство и науки в Лёвенском католическом университете. В 1554 году он отправился в Англию, чтобы стать секретарём Реджинальда Поула, выдающегося гуманиста, последнего католического архиепископа Кентерберийского, кардинала и папского легата.
После смерти Поула в 1558 году он отправился в Льеж, где служил секретарём сменявших друг друга князей-епископов (Робера Бергского, Жерара Гресбекского и Эрнеста Баварского). Лампсоний некоторое время был учителем художника Отто ван Веена. Он дружил и обменивался письмами с некоторыми из ведущих гуманистов своего времени, такими как Юстус Липсиус, Янус Дуза, Йоханнес Ливиний и Петрус Оран.
Он предоставил итальянскому историку Лодовико Гвиччардини, тогда жителю Фландрии, материалы для его «Описания всей Голландии, иначе называемой Нижней Германией» (Descrittione di Lodovico Guicciardini patritio fiorentino di tutti i Paesi Bassi altrimenti detti Germania lowere, 1567). Эта работа содержит обширную информацию по истории Нидерландов, искусства и включает карты основных городов, составленные ведущими гравёрами того времени. Этот труд был переведён на латынь под названием «Belgiographia, seu omnium Belgii Regionum descriptio».
Доминик Лампсоний был корреспондентом итальянского историка искусства и биографа Джорджо Вазари, который полагался на него в своих заметках о жизни и творчестве льежского художника Ламберта Ломбарда. В одном из своих писем к Вазари Лампсониус защищал нидерландское искусство от некоторых пренебрежительных замечаний, сделанных Вазари в его «Жизнеописаниях». Он сожалел о плохом качестве репродукционных гравюр с картин итальянских художников и стремился привлечь к этой работе лучших нидерландских гравёров. Он вёл регулярную переписку с Вазари и Джулио Кловио, которому предложил проект искусного гравирования работ Микеланджело, чтобы те, кто не был в Риме, могли оценить, как они выглядят на самом деле.
Лампсоний написал несколько поэм и эпиграмм на латыни. Он написал также биографию художника Ламберта Ломбарда (1565).
В 1572 году Лампсоний опубликовал под своим именем в знаменитом издательстве Иеронима Кока серию из 23 гравированных портретов художников под названием «Изображения некоторых знаменитых художников Нижней Германии» (Pictorum aliquot celebrium Germaniae dependents effigies). Поскольку все включённые в книгу художники были к моменту издания уже мертвы, Лампсоний снабдил портреты короткими стихотворными эпитафиями на латыни (Нижней Германией тогда называли Нидерланды). Иероним Кок также не дожил до завершения проекта и дело продолжала его вдова. В книгу включено стихотворение Лампсония, посвященное памяти Иеронима Кока и восхваляющее творчество его вдовы.
Портреты и тексты представляют собой почётный список первых поколений нидерландских художников. Таким образом, их публикация способствовала формированию «канона знаменитых нидерландских художников», которое шло полным ходом ещё до того, как Карел ван Мандер, используя поэтические тексты Лампсония, опубликовал биографии в своей знаменитой «Книге о художниках» 1604 года.
Таким образом, Лампсониус попытался поставить нидерландское искусство на один уровень с итальянским искусством, которым он восхищался. Однако он, похоже, молчаливо смирился с различиями в рангах между итальянским и нидерландским искусством. В своем стихотворении о художнике Яне ван Амстеле он писал: "Нидерландцев особенно хвалят как хороших художников-пейзажистов, итальянцев — за изображения людей или богов.
В 1576 году Лампсоний закончил своё единственное сохранившееся до наших дней художественное творение — алтарную картину «Распятие».